# Meteorus capensis
Meteorus capensis är en stekelart som beskrevs av Cameron 1905. Meteorus capensis ingår i släktet Meteorus och familjen bracksteklar. Inga underarter finns listade i Catalogue of Life.